# Kevin Swiryn

a Compétitions nationales et continentales officielles uniquement.

b Matchs officiels uniquement.
Dernière mise à jour le 30 septembre 2011.
Kevin Swiryn, né le 16 décembre 1984 à San José aux États-Unis, est un joueur international américain de rugby à XV évoluant au poste d'ailier ou de centre.

## Biographie
Il commence le rugby à 19 ans après que le football américain soit retiré de son université. Il débute en tant que troisième ligne aile durant ses deux premières années dans le club de son université, le Saint Mary's College of California avant de changer de poste et de jouer dans la ligne des trois-quarts. En 2008, il est invité à un camp d'entraînement de l'équipe nationale de rugby à 7. Il intègre l'équipe américaine dans laquelle il joue six tournois du circuit IRB Sevens World Series (23 essais) et la Coupe du monde de rugby à sept 2009 (3 essais) durant la saison 2008-2009. Il devient même capitaine de l'équipe lors de la saison suivante durant laquelle il joue également six tournois du circuit IRB Sevens World Series et marque quinze essais.
Parallèlement au rugby à sept, il est appelé en équipe des États-Unis de rugby à XV. Il fête sa première cape le 31 mai 2009 à l'occasion d’un match contre l'Équipe d'Irlande. Durant l'été, les États-Unis disputent des barrages de qualification à la coupe du monde 2011. Dans le barrage aller-retour face au Canada, il joue les deux matchs et marque un essai lors du match retour disputé au Canada. Il s'agit de son premier essai en sélection, mais sur l'ensemble des deux rencontres, les Américains s'inclinent (12-6 et 18-41) et doit disputer un second barrage face à l'Uruguay. Les Américains gagnent les deux confrontations et se qualifient, Kevin Swiryn inscrivant un essai dans chacun de ses deux matchs. 
Après une saison passée avec le club du Old Puget Sound Beach RFC, il signe, en 2010, un contrat de deux ans avec option d'une année supplémentaire avec le SU Agen qui vient d'accéder au Top 14. Lors de sa première saison avec le club agenais, il joue 17 matchs toutes compétitions confondues pour 4 essais. Sa deuxième saison est plus difficile puisqu'il ne joue que trois matchs de challenge européen à cause de la concurrence puis d'une hernie discale persistante. Cette hernie l'oblige à arrêter sa carrière.

## Vie personnelle
Kevin Swiryn est fiancé à la joueuse américaine de rugby à sept, Lauren Shaughnessy.